# Cymbopogon iwarancusa
Cymbopogon iwarancusa är en gräsart som först beskrevs av William Jones, och fick sitt nu gällande namn av Schult.. Cymbopogon iwarancusa ingår i släktet Cymbopogon, och familjen gräs. Inga underarter finns listade i Catalogue of Life.